# Becamex Bình Dương
Becamex Bình Dương (vietnamesisch Câu lạc bộ bóng đá Becamex Bình Dương) ist ein vietnamesischer Fußballverein aus Thủ Dầu Một. Aktuell spielt der Verein in der ersten Liga, der V.League 1.

## Geschichte
Der Verein wurde 1976 gegründet. Er ist der aktuelle Rekordmeister des Landes und strebte in der Saison 2016 den 5-ten Titel an, was allerdings nicht gelang und nur ein enttäuschender 10. Platz erreicht wurde. Hier spielt auch der Rekordtorschütze Vietnams, Lê Công Vinh. Aufgrund des, für Vietnam vielen Geldes und der vergleichsweise hohen finanziellen Unterstützung, werden sie auch als „Chelsea of Vietnam“ bezeichnet. Als eine der acht von 14 Mannschaften in der V-League wird der Klub vom italienischen Unternehmen Kappa aus Italien unterstützt.

### Namenshistorie
- 1976 – Gründung als Đội bóng đá Sông Bé
- 1996 – Umbenennung in Đội bóng đá Cao su Bình Long
- 1997 – Umbenennung in Câu lạc bộ bóng đá Bình Dương
- 2002 – Umbenennung in Câu lạc bộ bóng đá Becamex Bình Dương

## Erfolge

### National
- Vietnamesischer Meister: 2007, 2008, 2014, 2015[1]
- Vietnamesischer Vizemeister: 2006, 2009

- Vietnamesischer Pokalsieger:  1994, 2015, 2018
- Vietnamesischer Pokalfinalist: 2008, 2014, 2017

- Vietnamesischer Supercup-Sieger: 2007, 2008, 2014, 2015

Gewinner: 2007, 2008, 2014, 2015

### International
- Mekong Club Championship: 2014

## Stadion

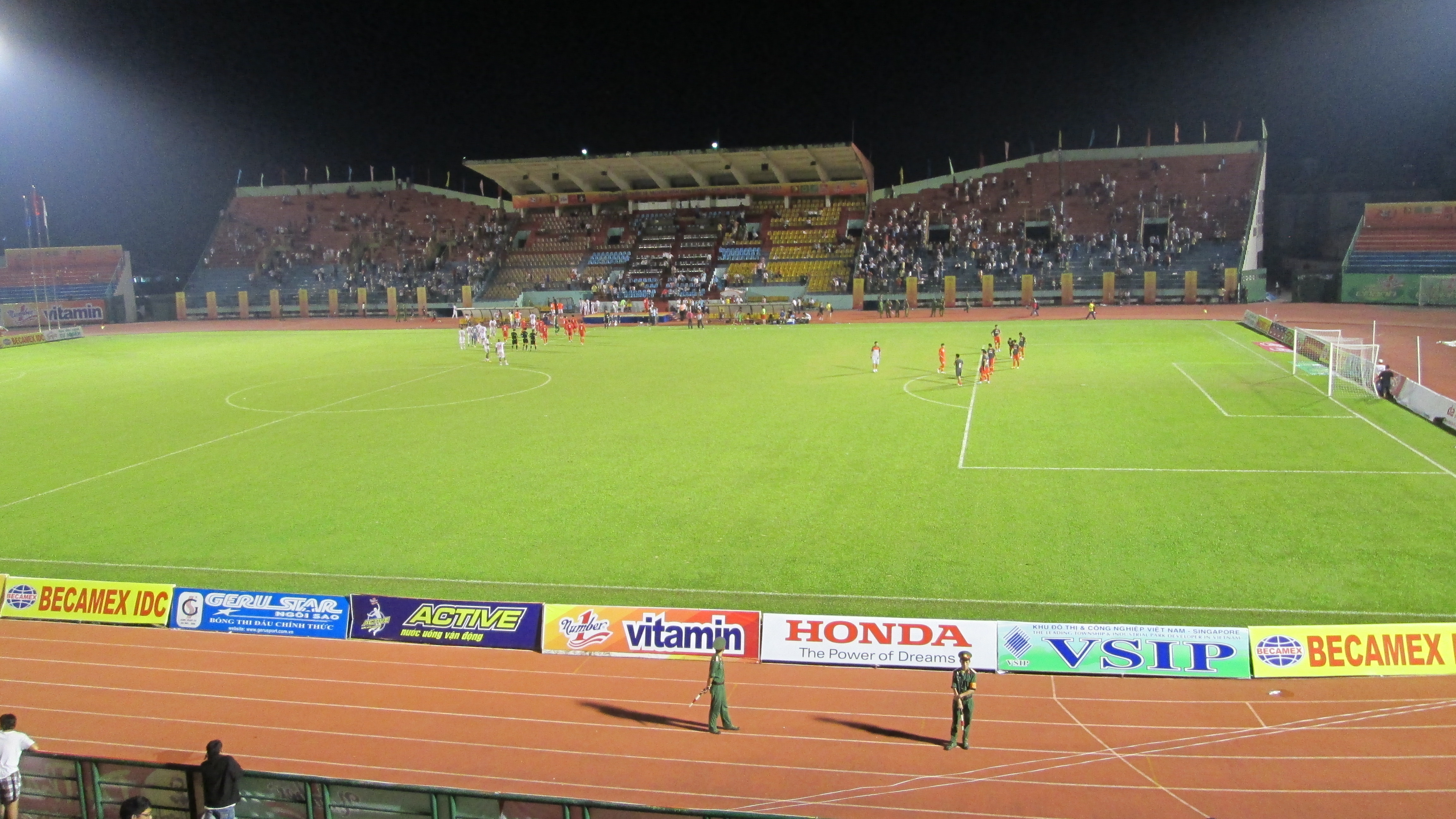
Gò-Đậu-Stadion

Seine Heimspiele trägt der Verein im Gò-Đậu-Stadion in Thủ Dầu Một in der Provinz Bình Dương aus. Das Stadion hat ein Fassungsvermögen von 18.250 Personen.
Koordinaten: 10° 58′ 13,9″ N, 106° 40′ 19,6″ O

## Saisonplatzierung
| Saison  | Liga       | Platz                                                  | Vietnamese Cup                                         | Supercup                                               |
| ------- | ---------- | ------------------------------------------------------ | ------------------------------------------------------ | ------------------------------------------------------ |
| 2001    | V.League 2 | 10.                                                    |                                                        |                                                        |
| 2002    | V.League 2 | 9.                                                     |                                                        |                                                        |
| 2003    | V.League 2 | 2. ▲                                                   |                                                        |                                                        |
| 2004    | V.League 1 | 6.                                                     |                                                        |                                                        |
| 2005    | V.League 1 | 3.                                                     |                                                        |                                                        |
| 2006    | V.League 1 | 2.                                                     |                                                        |                                                        |
| 2007    | V.League 1 | 1.                                                     |                                                        | Sieger                                                 |
| 2008    | V.League 1 | 1.                                                     | Finalist                                               | Sieger                                                 |
| 2009    | V.League 1 | 2.                                                     |                                                        |                                                        |
| 2010    | V.League 1 | 8.                                                     | Viertelfinale                                          |                                                        |
| 2011    | V.League 1 | 6.                                                     | Viertelfinale                                          |                                                        |
| 2012    | V.League 1 | 6.                                                     | 1. Runde                                               |                                                        |
| 2013    | V.League 1 | 8.                                                     | 2. Runde                                               | Sieger                                                 |
| 2014    | V.League 1 | 1.                                                     | Finalist                                               |                                                        |
| 2015    | V.League 1 | 1.                                                     | Sieger                                                 | Sieger                                                 |
| 2016    | V.League 1 | 10.                                                    | Halbfinale                                             |                                                        |
| 2017    | V.League 1 | 11.                                                    | Finalist                                               |                                                        |
| 2018    | V.League 1 | 7.                                                     | Sieger                                                 |                                                        |
| 2019    | V.League 1 | 4.                                                     | Halbfinale                                             |                                                        |
| 2020    | V.League 1 | 6.                                                     | Viertelfinale                                          |                                                        |
| 2021    | V.League 1 | Die Liga wurde wegen der COVID-19-Pandemie abgebrochen | Die Liga wurde wegen der COVID-19-Pandemie abgebrochen | Die Liga wurde wegen der COVID-19-Pandemie abgebrochen |
| 2022    | V.League 1 | 7.                                                     | 1. Runde                                               |                                                        |
| 2023    | V.League 1 | 12.                                                    | Achtelfinale                                           |                                                        |
| 2023/24 | V.League 1 | 9.                                                     | Viertelfinale                                          |                                                        |

## Trainerchronik
Stand: Oktober 2024
| Trainer                     | Nation    | von               | bis               |
| --------------------------- | --------- | ----------------- | ----------------- |
| Trần Bình Sự                | Vietnam   | 2002              | 2003              |
| Nam Dae-sik                 | Südkorea  | 1. September 2003 | 10. März 2004     |
| Mai Ngọc Khoa               | Vietnam   | 2004              |                   |
| Nam Dae-sik                 | Südkorea  | 12. Mai 2004      | 31. Dezember 2004 |
| Vương Tiến Dũng             | Vietnam   | 2005              |                   |
| Đoàn Minh Xương             | Vietnam   | 2005              | 2006              |
| Lê Thụy Hải                 | Vietnam   | 2006              | 2008              |
| Francisco Vital             | Portugal  | 2008              | 2009              |
| Mai Đức Chung               | Vietnam   | 2009              | 2010              |
| Đặng Trần Chỉnh (interim)   | Vietnam   | 2010              |                   |
| Dương Ngọc Hùng             | Vietnam   | 2010              |                   |
| Luís Rodrigues              | Portugal  | 2010              |                   |
| Dương Ngọc Hùng             | Vietnam   | 2010              |                   |
| Ricardo Formosinho          | Portugal  | 2011              |                   |
| Đặng Trần Chỉnh (interim)   | Vietnam   | 2011              |                   |
| Lê Thụy Hải                 | Vietnam   | 2011              |                   |
| Đặng Trần Chỉnh (interim)   | Vietnam   | 2011              | 2012              |
| Cho Yun-hwan                | Südkorea  | 1. Juli 2012      | 30. Juni 2013     |
| Lê Thụy Hải                 | Vietnam   | 2013              |                   |
| Nguyễn Minh Dũng            | Vietnam   | 2013              | 2014              |
| Nguyễn Thanh Sơn            | Vietnam   | 2014              | 2016              |
| Binh Su Tran                | Vietnam   | 28. Oktober 2016  | 31. Dezember 2017 |
| Minh Chien Tran             | Vietnam   | 1. Januar 2018    | 29. März 2019     |
| Thanh Son Nguyen            | Vietnam   | 30. März 2019     | 24. Oktober 2019  |
| Carlos Carvalho de Oliveira | Brasilien | 27. November 2019 | 2019              |
| Nguyễn Thanh Sơn            | Vietnam   | 1. Februar 2020   | 23. Dezember 2020 |
| Phan Thanh Hùng             | Vietnam   | 23. Dezember 2020 | 15. April 2021    |
| Thanh Son Nguyen            | Vietnam   | 15. April 2021    | 6. November 2022  |
| Tran Chinh Dang             | Vietnam   | 7. November 2021  | 1. August 2022    |
| Dinh Tuan Lu                | Vietnam   | 1. August 2022    | 23. Februar 2023  |
| Nguyen Quoc Tuan            | Vietnam   | 9. März 2023      | 11. Mai 2023      |
| Le Huynh Duc                | Vietnam   | 11. Mai 2023      | 18. Juni 2024     |
| Nguyen Duc Canh             | Vietnam   | 19. Juni 2024     | 3. Juli 2024      |
| Hoàng Anh Tuấn              | Vietnam   | 4. Juli 2024      |                   |